# Pétionville
Pétionville (Haitianisch-Kreolisch Petyonvil) ist eine Gemeinde und ein Vorort der haitianischen Hauptstadt Port-au-Prince. Sie hatte 2003 283.052 Einwohner. Die Stadt erhielt ihren Namen durch Alexandre Sabès Pétion (1770–1818), einem General, der unter anderem auch Präsident von Haiti war. Sie liegt ca. sechs Kilometer östlich der Hauptstadt am Rande einer grünen Hügelkette.
Im 18. und 19. Jahrhundert war Pétionville vor allem durch Holzkohlenwirtschaft und Kaffeeanbau bekannt. Heute ist die Stadt vor allem durch den Tourismus, das damit verbundene Nachtleben und ihre Wohnanlagen bekannt. Sie ist einer der wohlhabendsten Orte in ganz Haiti, hier wohnen die Oberschichtfamilien (besonders hervorzuheben sind: Brandt, Mevs, Accra, Bigio, Behrmann und Madsen), Diplomaten, Geschäftsleute und die Mittelschicht der Region Port-au-Prince, die zum Arbeiten in die Hauptstadt fährt. Pétionville gilt als ziemlich sicher, im Gegensatz zu vielen anderen Städten in Haiti.
International bekannt wurde die Stadt im November 2008, als durch Konstruktionsfehler eine Schule einstürzte und bis zu 700 Kinder und Lehrer verschüttete, wodurch mindestens 82 von ihnen ums Leben kamen.
Vom Erdbeben am 12. Januar 2010 war Petionville weniger betroffen als das Zentrum der Hauptstadt. Gleichwohl waren schwere Schäden zu verzeichnen.
Im Rahmen der Krise in Haiti seit 2018 verhängte die Regierung am 19. Juli 2024 für einen Monat den Ausnahmezuständ (état d’urgence) über Teile der Gemeinde.